# Långtjärnen (Los socken, Hälsingland, 681944-146125)
Långtjärnen är en sjö i Ljusdals kommun i Hälsingland och ingår i Dalälvens huvudavrinningsområde.